# António Ferro
António Joaquim Tavares Ferro, conosciuto come António Ferro (Lisbona, 17 agosto 1895 – Lisbona, 11 novembre 1956) è stato uno scrittore, politico, giornalista, poeta e diplomatico portoghese, principale responsabile ufficiale delle politiche culturali del regime corporativista Estado Novo di António de Oliveira Salazar.

## Biografia
Di famiglia piccolo borghese, António Ferro fu compagno di liceo e amico dello scrittore Mário de Sá-Carneiro.
Frequentò la Facoltà di Diritto presso l'Università di Lisbona.
Sposò la scrittrice Fernanda de Castro. Uno dei due figli della coppia fu il filosofo António Quardros.

## Politica
António Ferro fu la principale figura di riferimento per quel che riguarda la politica culturale nel contesto del regime autoritario e corporativista denominato Estado Novo, capeggiato da António de Oliveira Salazar.
Infatti, nell'Estado Novo, Ferro fu direttore del Secretariado da Propaganda Nacional dal 1933 al 1945 e successivamente del Secretariado Nacional de Informação (nome assunto dal SPN nel 1945), dal 1945 al 1949. Lavorò, inoltre, come diplomatico, dal 1950 al 1956.

## Letteratura
In ambito giornalistico e letterario, numerose furono le sue pubblicazioni e le collaborazioni con giornali e riviste.
Di particolare rilievo storico e critico è il suo ruolo nel modernismo portoghese, anche in qualità di editore del primo numero della rivista Orpheu, di cui furono direttori Fernando Pessoa e Mário de Sá-Carneiro.

## Opere letterarie
- 1912 - Missal de Trovas (con Augusto Cunha)
- 1924 - Mar Alto
- 1957 - Saudades de Mim